# The Search for Santa Paws
The Search for Santa Paws (bra: O Melhor Amigo do Papai Noel) é um filme americano-canadense lançado em 23 de novembro de 2010. É o décimo filme da franquia Air Bud e é uma prequela de Santa Buddies, e é uma spin-off da franquia de filmes Air Buddies.

## Sinopse
Papai Noel (Richard Riehle) e seu fiel cão Santa Paws (Zachary Gordon) deixam sua casa no Polo Norte em uma missão importante. Eles devem tentar convencer o herdeiro e um dos seus maiores benfeitores, o proprietário da loja de brinquedos Sr. Hucklebuckle, a continuar as boas ações de seu avô.

## Elenco
- Kaitlyn Maher como Quinn
- Madison Pettis como Willamina "Will"
- Richard Riehle como Papai Noel
- Danny Woodburn como Eli
- Wendi McLendon-Covey como Senhorita Stout
- Michelle Creber como Taylor
- Kathryn Kirkpatrick como Senhora Gibson
- Melody B. Choi como Mary
- Nicole Leduc como Meg
- John Ducey como James Hucklebuckle
- Bonnie Somerville como Kate Hucklebuckle
- Chris Coppola como Augustus "Gus"
- Jonathan Morgan Heit como Jimmy
- Patrika Darbo como Senhora Claus
- Pete Gardner como Franklin
- Bill Cobbs como Senhor Stewart

## Elenco de dublagem
- Zachary Gordon como Paws
- Mitchel Musso como Santa Paws
- Richard Kind como Eddy
- Jason Connery como Haggis
- Christopher Massey como Rasta
- Josh Flitter como T-Money
- Diedrich Bader como Comet
- Michael Deyermond como Dancer

## Sequência
Uma sequência desse filme foi lançada em 20 de novembro de 2012 chamada Santa Paws 2: The Santa Pups.